# Spinoza-Gesellschaft
Die Spinoza-Gesellschaft ist ein Verein zur Förderung der deutschsprachigen Spinoza-Forschung.

## Zielsetzung und Aufgabengebiete
Die Spinoza-Gesellschaft hat sich die besondere Förderung der deutschsprachigen Spinoza-Forschung und die Förderung der Wiedereinbürgerung Spinozas in die deutschsprachige Kultur zur Aufgabe gestellt. Dieses soll satzungsgemäß geschehen vor allem durch:
- „Veranstaltung und Förderung wissenschaftlicher und gemeinverständlicher Vorträge und Tagungen über die Philosophie Spinozas und ihre Bedeutung für die Gegenwart“
- „finanzielle Unterstützung wissenschaftlicher Forschungsvorhaben und Publikationen“.

Die Spinoza-Gesellschaft will einen größeren, über die Fachgrenzen und den akademischen Bereich hinausgehenden Interessentenkreis ansprechen. Sie will den Kontakt der Wissenschaftler untereinander, auch international, erleichtern und helfen, den Nachwuchs zu fördern.
Finanzielle Grundlage der Arbeit der Spinoza-Gesellschaft sind die Mitgliedsbeiträge. Für überregionale Tagungen und sonstige größere Projekte erhält die Spinoza-Gesellschaft Zuschüsse von Institutionen der Wissenschafts- und Kulturförderung.

## Vorstand
1. Vorsitzender: Martin Lenz, Rijksuniversiteit Groningen
2. Vorsitzende: Sarah Tropper, Universität Graz
Weitere Vorstandsmitglieder:
- Timon Böhm, Zürich/Maienfeld
- Namita Herzl, Universität Hildesheim
- Martin Saar, Goethe-Universität Frankfurt
- Stephan Schmid, Universität Hamburg

## Freundeskreis
Im Jahre 2008 hat der Vorstand der Spinoza-Gesellschaft gemäß 9 Abs. 3 der Satzung einen „Freundeskreis der Spinoza-Gesellschaft“ konstituiert. Der Freundeskreis unterstützt die Arbeit der Gesellschaft auf mehreren Ebenen.

## Veröffentlichungen
- Schriften der Spinoza-Gesellschaft
- Studia Spinozana
- Neuerscheinungen
- Publikationen von Mitgliedern